# Andira villosa
Andira villosa là một loài thực vật có hoa trong họ Đậu. Loài này được Kleinhoonte miêu tả khoa học đầu tiên.